# José Carlos Martínez
José Carlos Martínez (* 1969 in Cartagena) ist ein spanischer Balletttänzer und Choreograf.

## Karriere
Er absolvierte seine Tanzausbildung in der Tanzhochschule Rosella Hightower in Cannes. Nachdem er 1987 den Prix de Lausanne gewonnen hatte, wurde er in die Ballettschule der Pariser Oper aufgenommen. Ein Jahr später trat er ins corps de ballet der Pariser Oper ein. Am 31. Mai 1997 wurde Martínez nach einer Vorstellung des Balletts La Sylphide zum danseur étoile (Meistertänzer) ernannt.
Martínez’ Repertoire umfasst zahlreiche Werke des klassischen und modernen Tanzes. Viele Choreografen haben Rollen eigens für ihn geschaffen.
Im September 2011 wurde er künstlerischer Leiter der spanischen Compañía Nacional de Danza. Im Oktober 2022 wurde er als Direktor des Balletts der Pariser Oper berufen.

## Choreografien
Martínez schuf für die Schüler der Pariser Opernballettschule mehrere Werke:
- Mi Favorita (2002)
- Delibes Suite (2003)
- Scaramouche (2005)

Choreografien für andere Institutionen:
- Soli-Ter (2006)
- El Olor de la Ausencia (2007)

## Preise und Auszeichnungen
- 1987: Prix de Lausanne
- 1992: Goldmedaille beim Internationalen Ballettwettbewerb Warna
- 1998: Prix Léonide Massine (Italien)
- 1998: Prix Danza&Danza (Italien)
- 1999: Grand prix national de Danse (Spanien)
- Officier des Arts et des Lettres

## Filmografie
- Paquita (2003, Ballettproduktion der Pariser Oper)
- Appartement (2005, Ballettproduktion der Pariser Oper)
- Swan Lake (2005, Ballettproduktion der Pariser Oper)
- Sylvia (2006, Ballettproduktion der Pariser Oper)